# Sinekkale
Koordinaten: 36° 27′ 26″ N, 34° 0′ 7″ O

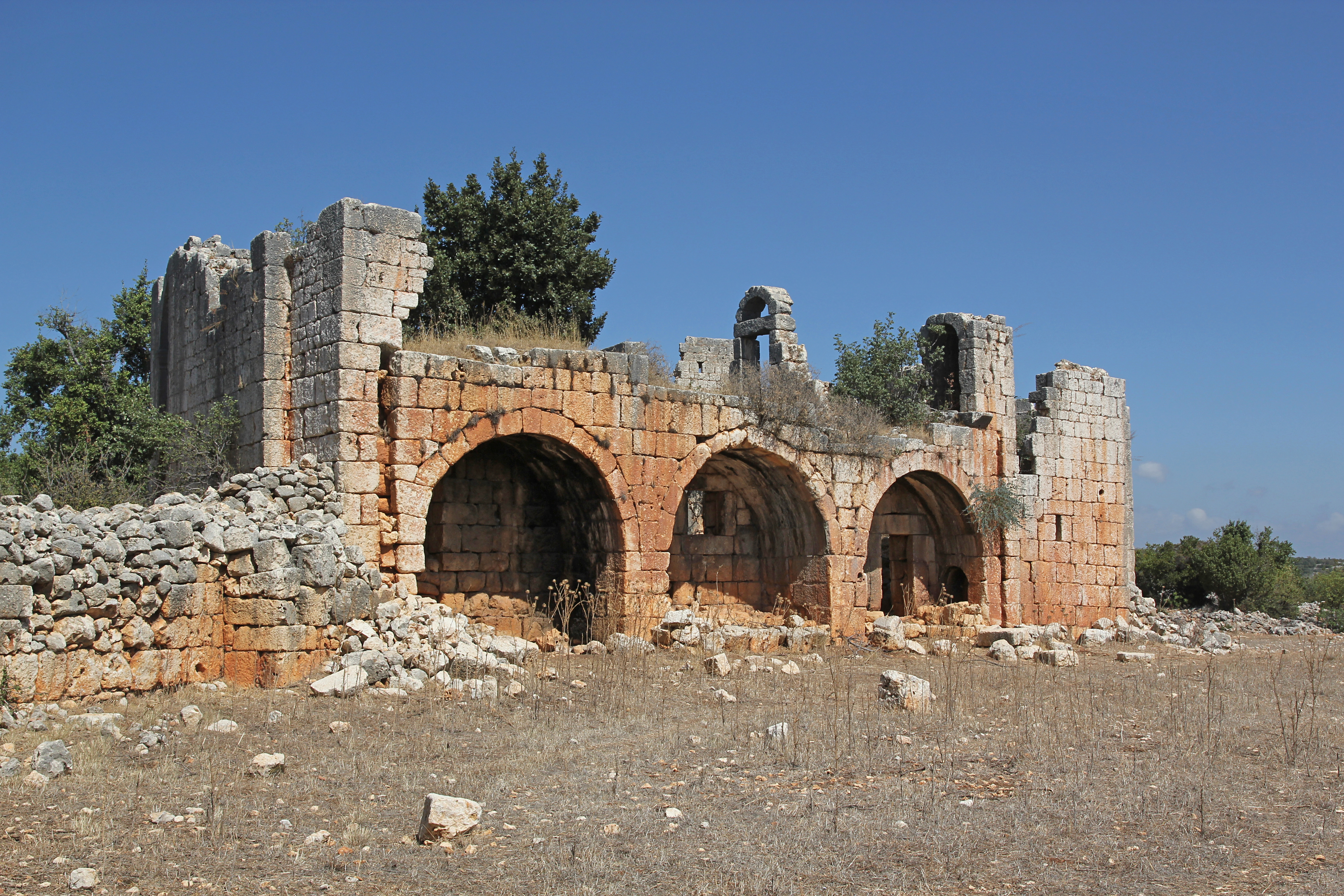
Sinekkale von Südwesten

Sinekkale ist der türkische Name eines spätrömisch-frühbyzantinischen Gebäudes im Rauen Kilikien. Es stellt vermutlich einen Gutshof mit zusätzlicher Beherbergungsfunktion dar, dazu gehören einige umliegende Gebäudereste und landwirtschaftliche Einrichtungen wie Ölpressen.

## Lage
Die Villa rustica liegt im Landkreis Silifke der türkischen Provinz Mersin, etwa zehn Kilometer nordöstlich der Stadt Silifke und zwölf Kilometer westlich von Korykos, dem heutigen Ferienort Kızkalesi, im bergigen Hinterland der Küste. Von der heutigen Straße, die vom Küstenort Atakent nach Norden über İmamlı und Keşlitürkmenli nach Uzuncaburç führt, zweigt einen Kilometer nördlich von Işıkkale ein Fußweg nach Osten ab, der nach etwa 900 Metern Sinekkale erreicht. Im Altertum verband eine in Teilen erhaltene römische Straße die Orte Olba und Diokaisareia (heute Uzuncaburç) mit dem Hafen in Korasion (heute Atakent). Sie folgte der Westseite der Yenibahçe-Schlucht, die sich von Korasion ins Landesinnere zieht, und berührte dabei die antiken Siedlungsorte von Sinekkale, Aşağı Dünya, Karakabaklı und Işıkkale.

## Forschungsgeschichte
Die erste Beschreibung mit einem Plan von Sinekkale lieferte zu Anfang der 1970er Jahre der türkische Kunsthistoriker Semavi Eyice. Etwa ein Jahrzehnt später besuchten Friedrich Hild und Hansgerd Hellenkemper den Ort im Rahmen ihrer Kilikienreisen. 1998 befassten sich die französischen Archäologen Gilbert Dagron und Olivier Callot mit dem Bau. Die Christliche Archäologin Ina Eichner führte in den 2000er Jahren einen Survey  zur Aufnahme frühbyzantinischer Wohnhäuser in der Türkei durch und veröffentlichte 2008 eine erste ausführlichere Schrift über Sinekkale: Sinekkale - Herberge, Kloster oder Gutshof?

## Beschreibung
Das Hauptgebäude misst in Ost-West-Richtung etwa 24 Meter, in Nord-Süd-Richtung an der breitesten Stelle im Westen etwa 21 Meter. Der Grundriss ist ein unregelmäßiges Viereck mit zahlreichen Ecken und Vorsprüngen.  Der zweistöckige Bau hat im Erdgeschoss fünf und im Obergeschoss sechs Räume, die durch die in der Region häufig auftretenden Gurtbögen unterteilt sind. An der Südfassade fallen drei offene Tonnengewölbe auf, die einen Balkon im Obergeschoss trugen. In den beiden äußeren Bögen führt jeweils eine Tür ins Innere. Der Haupteingang befand sich an der Westseite. Dort liegt ein mit Mauern umfasster Hof, an dem wahrscheinlich im Norden die Straße vorbeiführte. Ihre Spuren verlieren sich allerdings in der näheren Umgebung des Gebäudes. Der Hof hatte einen Zugang von Norden, von dort war das Erdgeschoss über einen Vorraum zu betreten, der wie an der Südseite als nach außen offenes Tonnengewölbe gestaltet war. Über eine Treppe war ein gleichartiger Raum im oberen Stockwerk zu erreichen. Hinter diesem Eingangsraum lag im Erdgeschoss ein länglicher trapezförmiger Raum, der als Verteiler in die anderen Zimmer diente. Er enthielt auch Schöpföffnungen in die unter dem Gebäude liegende Zisterne. Ein in der Südostecke des Gebäudes liegender Raum war mit einer nach Osten ausgerichteten Apsis ausgestattet. Er hat über den östlichen Bogen der Südfront einen eigenen Zugang von außen. Ein gleichartiger Raum liegt im Obergeschoss darüber. Die beiden Apsiden sind nach außen rechteckig ummantelt und hatten je ein zentrales Fenster. In der Südwestecke des Erdgeschosses liegt ein annähernd quadratischer Raum, der kleinste des Stockwerks. Möglicherweise handelt es sich um den Rest eines Eckturms, wie er von anderen römischen und byzantinischen Gehöften aus Nordafrika, aber auch aus Kilikien, beispielsweise aus Gökburç, bekannt ist. Da er von Süden im westlichen Bogen eine Tür und nur ein kleines Schlitzfenster hat, kann er auch als Lager- oder Abstellraum genutzt worden sein. Der darüberliegende Raum hat die gleiche Grundform, davon ist jedoch in der Breite des Balkons ein schmales Gelass als Latrine abgetrennt. Eine weitere Latrinennische befindet sich am östlichen Ende des Balkons, beide haben einen in die Mauer eingelassenen senkrechten Abflusskanal. Die östliche Nische verfügt zusätzlich über ein Rohrsystem, das Regenwasser vom Dach über die Rückwand einleitet und die Toilette damit durchspült. Eine weitere Latrine befand sich in einem Erker in dem Raum an der Ostseite, der sich nördlich an den Apsidenraum anschließt. Von dem danebenliegenden Raum im Nordwesten war ein weiterer Balkon zugänglich, der von Konsolen getragen wurde, die an der Nordwand erhalten sind. 

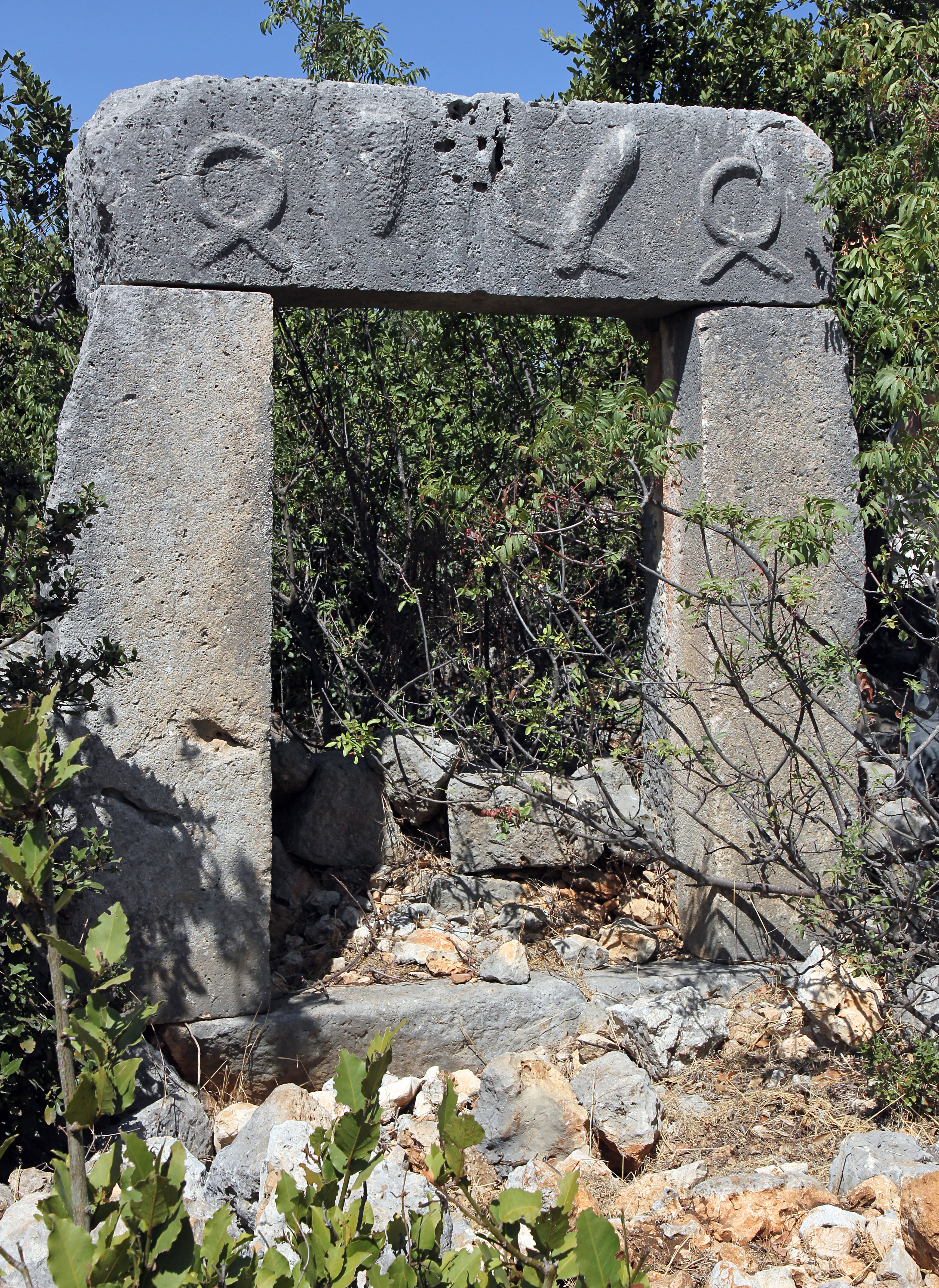
Türsturz mit Olbischen Zeichen

In der näheren Umgebung des Haupthauses finden sich Reste verschiedener Bauten, wahrscheinlich sowohl Wirtschafts- als auch weitere Wohngebäude, und landwirtschaftlicher Einrichtungen wie Ölpressen. Dazu gehören auch in Polygonaltechnik errichtete Mauern und im Norden eine Tür, auf deren Sturz Olbische Zeichen reliefiert sind, zwei Kränze, eine geflügelte Keule und ein unbekanntes Zeichen. Dies deutet darauf hin, dass der Ort bereits in hellenistischer Zeit besiedelt war und die alten Gebäude wohl weitergenutzt wurden. 
Ina Eichner deutet das Gebäude aufgrund der umliegenden landwirtschaftlichen Flächen als Haupthaus eines Gutshofes. Wegen der großen Zahl von drei Latrinen nimmt sie eine zusätzliche Funktion als Beherbungsbetrieb an. Die beiden Apsisräume sieht sie als mögliche Hauskapellen, die untere, von außen zugängliche, wohl für Gäste und Anwohner, die obere für den Hausherren und seine Familie. Deren Wohngemächer lagen, entsprechend ähnlichen Gebäuden im Rauen Kilikien, im Obergeschoss, während das Erdgeschoss hauptsächlich Wirtschafts- und Nutzräumen vorbehalten war. Eine mögliche Deutung des Gebäudes als Kloster, wie sie Dagron vorschlug, hält sie aufgrund der Parallelen zur bekannten regionalen Wohnarchitektur für weniger wahrscheinlich.

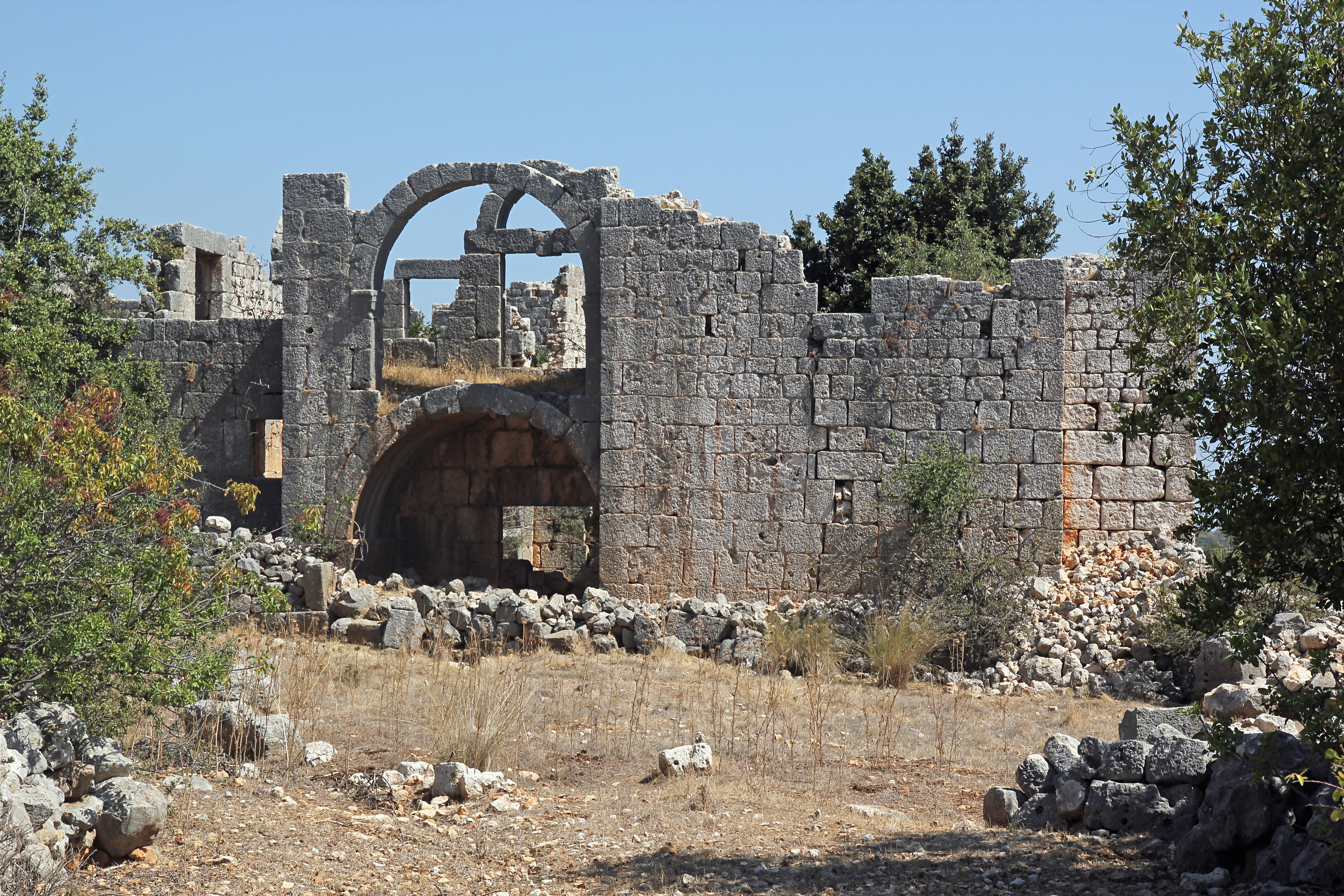
Westseite mit Haupteingang
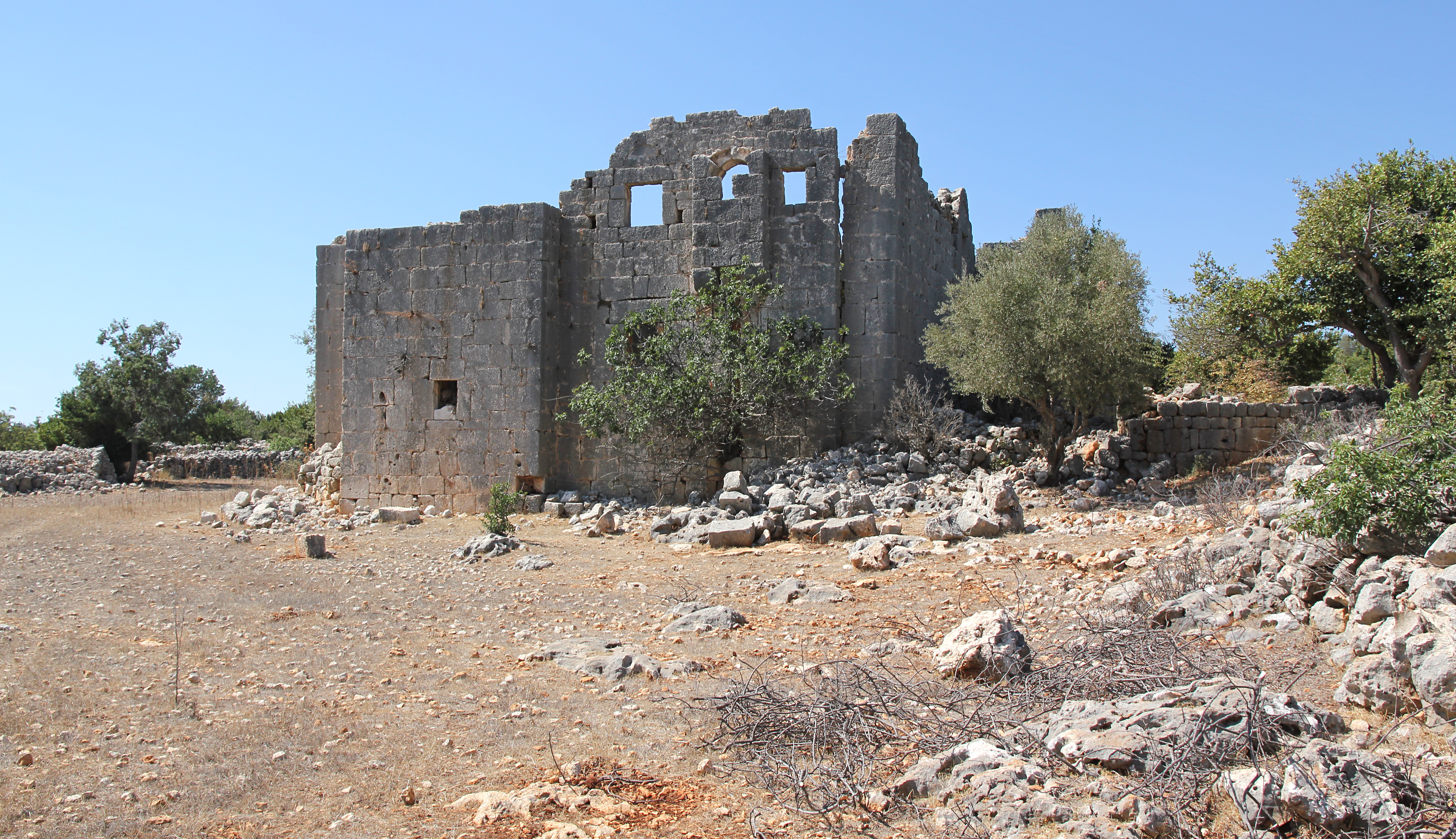
Ostseite mit Apsisummantelung und Latrinenerker
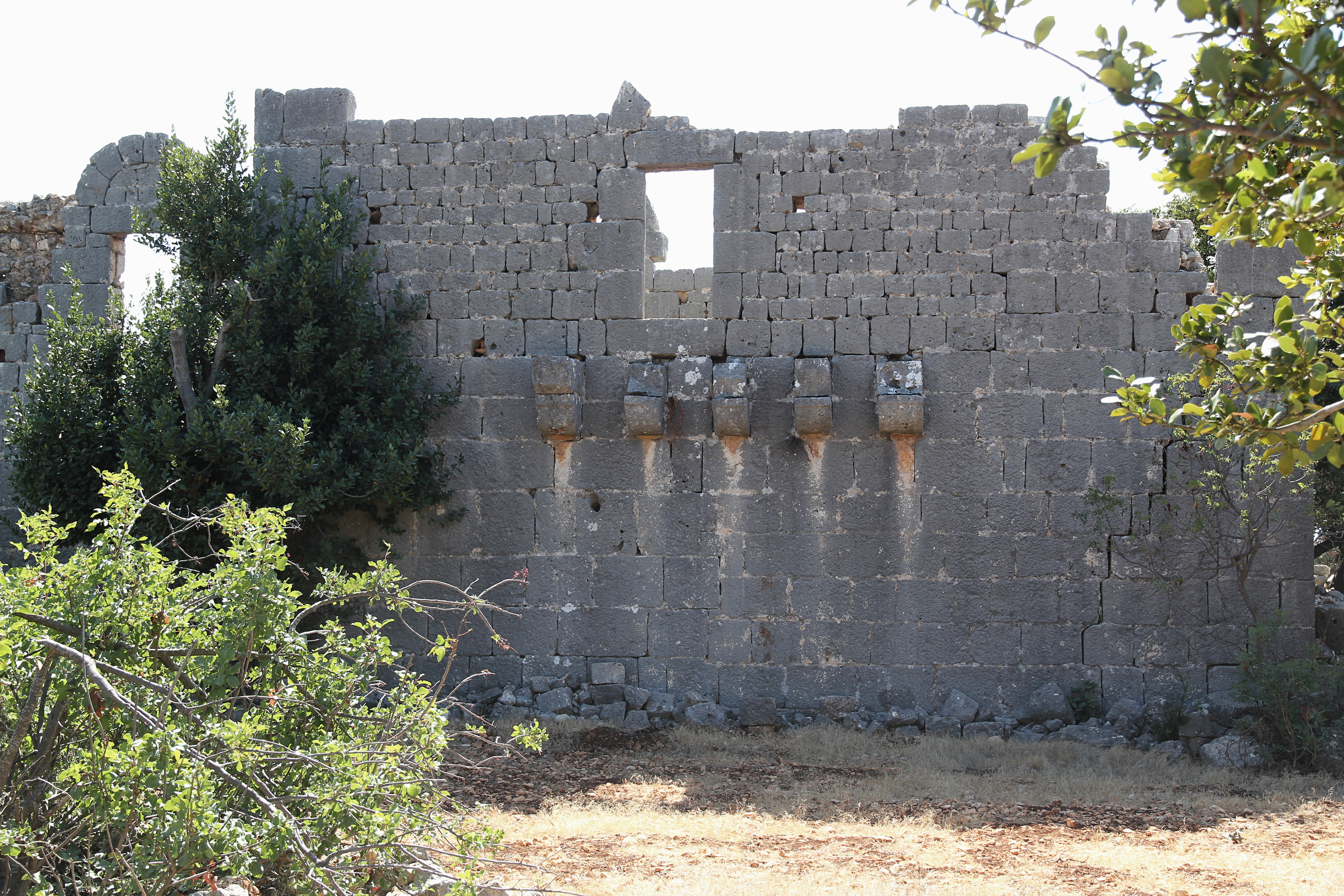
Nordseite mit Balkonkonsolen
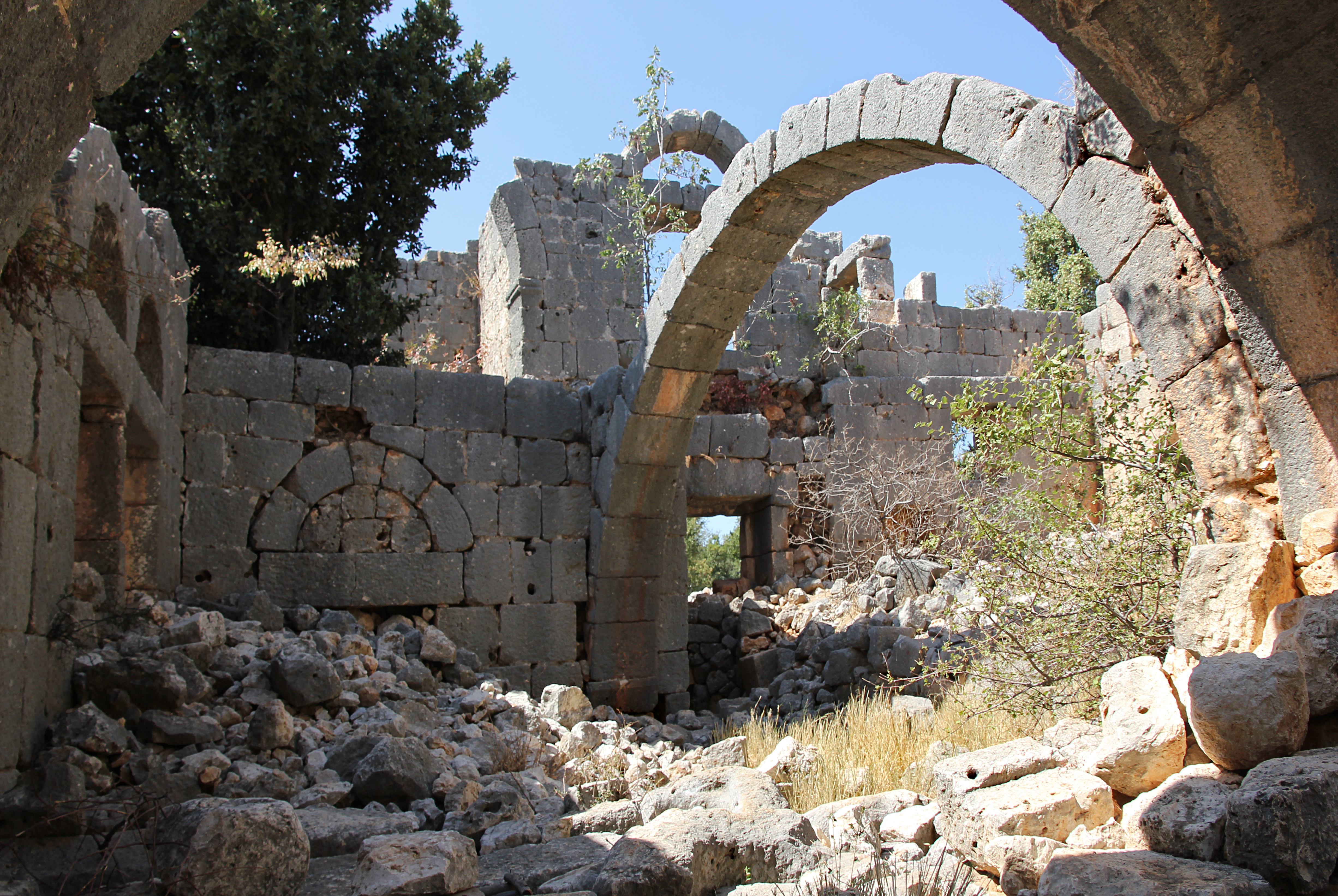
Westliche Erdgeschossräume
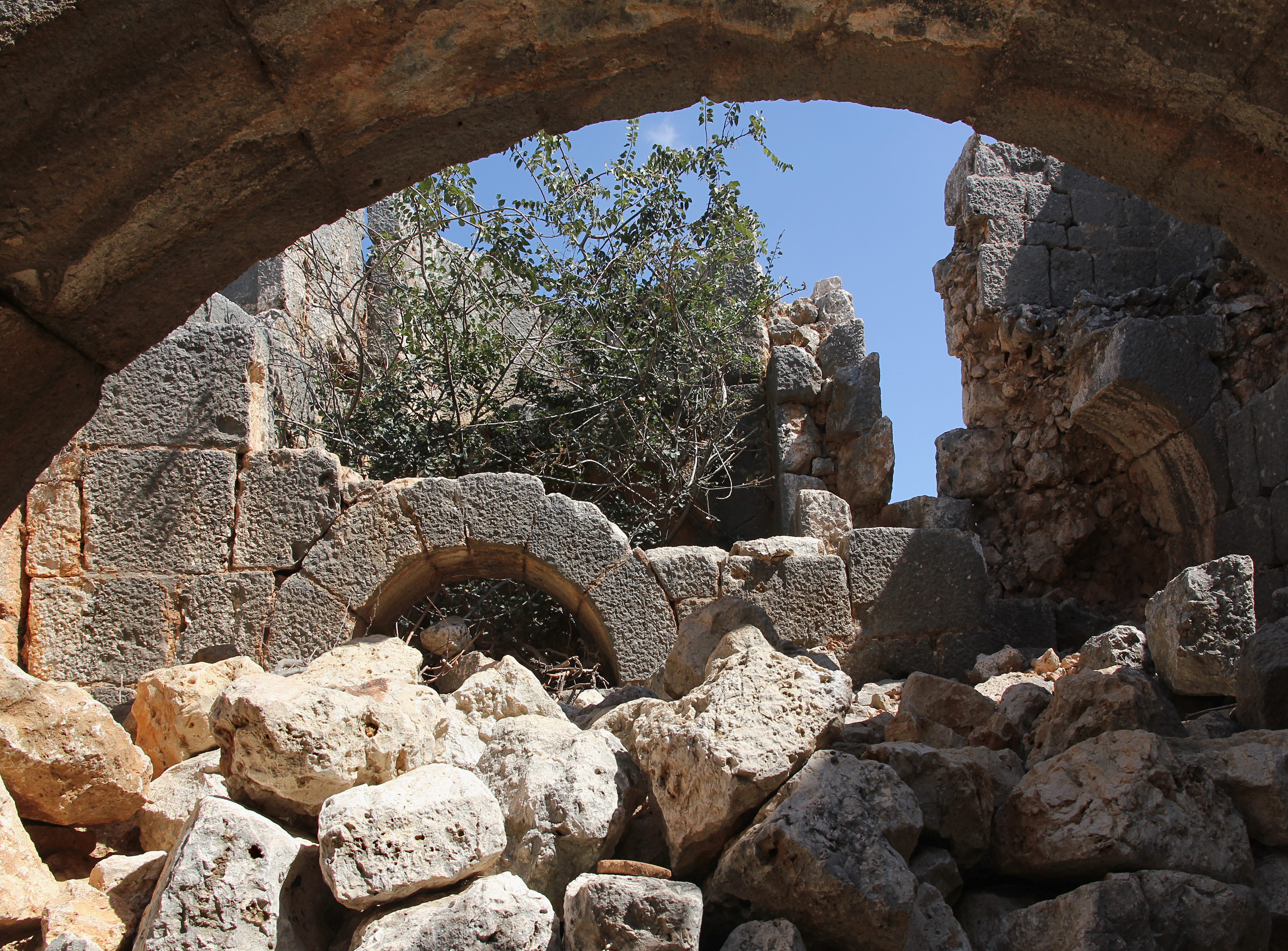
Blick in die Apsisräume